# Áurea Cruz
Áurea Esther Cruz Dalmau (Bayamón, 10 gennaio 1982) è una pallavolista portoricana, schiacciatrice delle Changas de Naranjito.

## Biografia
È la sorella minore dell'ex pallavolista Eva Cruz.

## Carriera

### Club
La carriera di Áurea Cruz inizia a livello giovanile nella squadra della Bayamón MA. Nel 1998 inizia la carriera professionistica con le Llaneras de Toa Baja; un anno dopo vince la Liga de Voleibol Superior Femenino, venendo eletta MVP delle finali. Per motivi di studio si sposta negli Stati Uniti d'America, dove gioca per quattro stagioni per la Florida, con cui è finalista nell'edizione 2003 della NCAA Division I. Terminati gli studi rientra in Porto Rico, dove gioca per due stagioni con le Llaneras de Toa Baja.
Nella stagione 2005-06 gioca nella Serie A1 italiana con la maglia dell'Airone, mentre nell'annata successiva difende i colori dell'Altamura. Le due stagioni successive è prima in Spagna con l'Ícaro e poi in Corea del Sud con lo Hyundai Green Fox. Nella stagione 2009 torna nuovamente alle Llaneras de Toa Baja, vincendo per la seconda volta lo scudetto.
Nella stagione 2009-2010 torna in Italia, ingaggiata dal Villa Cortese, col quale vince la Coppa Italia 2010, successo bissato anche la stagione seguente. Nel campionato 2012-13 viene ingaggiata dal Rabitə Baku, club della Superliqa azera, dove rimane per tre annate, vincendo tre scudetti, peraltro impreziositi da diversi riconoscimenti individuali.
Nell'annata 2015-16 è nella Serie A1 italiana difendendo i colori dell'AGIL di Novara, mentre nell'annata successiva passa alla Savino Del Bene. Nel gennaio 2018 torna il campo col Sarıyer, nella Voleybol 1. Ligi turca per la seconda parte del campionato 2017-18.
Per la stagione 2018-19 è nuovamente nella massima divisione italiana al Cuneo Granda, mentre in quella seguente si trasferisce alla VolAlto Caserta, neopromossa in Serie A1, dove resta fino alla fine di dicembre 2019. Si accasa quindi con le Amazonas de Trujillo Alto per la Liga de Voleibol Superior Femenino 2020, tornando a giocare in patria dopo undici anni, mentre nel 2021 partecipa alla prima edizione dell'Athletes Unlimited: al termine degli impegni nella lega statunitense, partecipa alla Liga de Voleibol Superior Femenino 2021 con le Valencianas de Juncos. 
Ritorna quindi in campo nella lega statunitense, partecipando alla sua seconda edizione, dopo la quale disputa la Liga de Voleibol Superior Femenino 2022, nuovamente con la franchigia di Juncos. Nell'edizione seguente del torneo approda invece alle Changas de Naranjito e, dopo aver disputato l'Athletes Unlimited 2023, prende parte alla Pro Volleyball Federation 2024 con le Orlando Valkyries. È poi di scena in Liga de Voleibol Superior Femenino 2025, ancora una volta con le Changas de Naranjito.

### Nazionale
Nel 1999 debutta nella nazionale portoricana, con cui nel 2006 vince la medaglia di bronzo ai XX Giochi centramericani e caraibici; nel 2009, dopo il terzo posto alla Coppa panamericana, è finalista al campionato nordamericano w un anno dopo è medaglia d'argento ai XXI Giochi centramericani e caraibici.
In seguito vince la medaglia di bronzo al campionato nordamericano 2013 e alla Coppa panamericana 2014, mentre si aggiudica l'argento ai XXII Giochi centramericani e caraibici, per poi vincere altri due bronzi alla NORCECA Champions Cup 2015, dove viene premiata come miglior schiacciatrice, e al campionato nordamericano 2015.
Conquista poi la medaglia d'argento alla Coppa panamericana 2016 e centra la storica prima qualificazione della formazione caraibica ai Giochi olimpici, partecipando ai Giochi della XXXI Olimpiade di Rio de Janeiro. Dopo aver disputato nel gennaio 2020 il torneo di qualificazione nordamericano ai Giochi della XXXII Olimpiade, chiuso al secondo posto e senza conquistare la qualificazione, annuncia il suo ritiro dalla nazionale.

## Palmarès

### Club
- Campionato portoricano: 2

1999, 2009
- Campionato azero: 2

2012-13, 2013-14, 2014-15
- Coppa Italia: 2

2009-10, 2010-11

### Nazionale (competizioni minori)
- Giochi centramericani e caraibici 2006
- Coppa panamericana 2009
- Giochi centramericani e caraibici 2010
- Coppa panamericana 2014
- Giochi centramericani e caraibici 2014
- NORCECA Champions Cup 2015
- Coppa panamericana 2016

### Premi individuali
- 1998 - Liga de Voleibol Superior Femenino: Miglior esordiente
- 1998 - Liga de Voleibol Superior Femenino: All-Star Team
- 1998 - Liga de Voleibol Superior Femenino: Offensive Team
- 1999 - Liga de Voleibol Superior Femenino: MVP delle finali
- 1999 - Liga de Voleibol Superior Femenino: All-Star Team
- 1999 - Liga de Voleibol Superior Femenino: Offensive Team
- 2000 - Liga de Voleibol Superior Femenino: All-Star Team
- 2001 - All-America First Team
- 2002 - All-America First Team
- 2003 - All-America First Team
- 2003 - NCAA Division I: Gainesville Regional MVP
- 2003 - NCAA Division I: Dallas National All-Tournament Team
- 2004 - Liga de Voleibol Superior Femenino: Offensive Team
- 2005 - Liga de Voleibol Superior Femenino: MVP della regular season
- 2005 - Liga de Voleibol Superior Femenino: All-Star Team
- 2005 - Liga de Voleibol Superior Femenino: Offensive Team
- 2005 - Campionato nordamericano: Miglior ricevitrice
- 2006 - Coppa panamericana: Miglior realizzatrice
- 2006 - Coppa panamericana: Miglior servizio
- 2006 - XX Giochi centramericani e caraibici: Miglior realizzatrice
- 2006 - XX Giochi centramericani e caraibici: Miglior ricevitrice
- 2007 - XV Giochi panamericani: Miglior ricevitrice
- 2007 - Campionato nordamericano: Miglior servizio
- 2009 - Coppa panamericana: Miglior realizzatrice
- 2009 - Campionato nordamericano: Miglior realizzatrice
- 2010 - XXI Giochi centramericani e caraibici: Miglior attaccante
- 2010 - Qualificazioni al campionato mondiale 2010: Miglior attaccante
- 2013 - Superliqa: Miglior ricevitrice
- 2014 - Superliqa: MVP della regular season
- 2014 - Superliqa: Miglior ricevitrice
- 2014 - Superliqa: Miglior difesa
- 2014 - XXII Giochi centramericani e caraibici: Miglior schiacciatrice
- 2015 - Superliqa: MVP delle finali
- 2015 - Superliqa: Miglior attaccante
- 2015 - NORCECA Champions Cup: Miglior schiacciatrice
- 2019 - NORCECA Champions Cup: Miglior ricevitrice